# 외계의 제19호 계획
"외계의 제19호 계획"(Plan 19 From Outer Space)은 한국에서 제작된 민동현 감독의 2001년 코미디, 판타지, 공포 영화이다. 황현욱 등이 주연으로 출연하였고 민동현 등이 제작에 참여하였다.

## 출연

### 주연
- 황현욱
- 하동욱
- 송제석
- 문소리
- 도정욱
- 이정민

### 조연
- 이일환
- 황호설
- 서현난
- 이명화
- 김주완
- 최호진
- 박상희
- 김보희
- 문인대
- 홍순환
- 홍성진
- 권지혁

## 기타
- 라인프로듀서: 황호설
- 조명: 조기현
- 조연출: 이일환
- 연출부: 김가영
- 연출부: 박정희
- 연출부: 최은두
- 음향: 이성진
- 음향: 김수덕
- 분장: 박현옥
- 분장: 김지영
- 분장: 원영요
- 분장: 이은아
- 분장: 황성미
- 분장: 최수영
- 의상: 김은영
- 세트디자인: 김홍구